# Abla Khairy
Abla Adel Khairy (in arabo عبلة خيري‎?; 1961) è un'ex nuotatrice egiziana.

## Biografia
Abla Khairy è una nuotatrice egiziana figlia della nuotatrice egiziana Inas Hakky Khairy.
Nell'agosto del 1974, all'età di 13 anni, attraversò a nuoto lo stretto de La Manica, divenendo la più giovane nuotatrice al mondo ad esserci riuscita.

## Carriera
- 1969 1º posto campionato femminile nazionale (distanze brevi)[2]
- 1974 più giovane nuotatrice ad aver attraversato La Manica, record mondiale (13 anni)[3]
- 1974 1º posto sia nella "International Nile" che nella "English Tadmur"[2][4]
- 1976 1º premio campionato arabo di nuoto[2]

## Premi e onorificenze
- 1974 Medaglia della Repubblica allo sport, assegnata dal presidente egiziano Anwar al-Sadat[1][4][2]
- 1975 Miglior atleta del Gezira Sporting Club[2]